# Краус, Линдсей
Линдсей Краус (англ. Lindsay Crouse, род. 12 мая 1948) — американская актриса.

## Биография
Линдсей Краус родилась в Нью-Йорке в семье драматурга Рассале Крауса и его супруги Анны. Её полное имя — Линдсей Энн Краус (англ. Lindsay Ann Crouse) — своеобразная дань многолетнему партнёрству её отца со сценаристом и продюсером Ховардом Линдсеем, вместе с которым он был известен на Бродвее как дуэт «Линдсей и Краус».
После окончания Рэдклиффа в 1970 году Краус начала свою артистическую карьеру в качестве танцовщицы, но позже увлеклась театром, и в 1972 году состоялся её бродвейский дебют в постановке «Много шума из ничего». В 1976 году актриса впервые появилась на телевидении, и в том же году состоялся её дебют на большом экране в политическом триллере Алана Пакулы «Вся президентская рать». Далее последовали примечательные роли в фильмах «Удар по воротам» (1977), «Между строк» (1977), «Вердикт» (1982) и «Дэниел» (1983). Успешным для неё также стал 1984 год, когда за роль Маргарет Ломак в драме Роберта Бентона «Места в сердце» Краус получила номинацию на «Оскар» как лучшая актриса второго плана. Следующей заметной ролью в её фильмографии стала доктор Маргарет Форд в психологическом триллере её тогдашнего мужа Дэвида Мэмета «Дом игр» (1987). На протяжении своей актёрской карьеры Краус была частой гостьей в различных телевизионных проектах, среди которых «Коломбо», «Она написала убийство», «Закон и порядок», «Фрейзер», «Скорая помощь», «Баффи — истребительница вампиров», «Шпионка» и «Если бы стены могли говорить».
В последние годы Линдсей Краус вновь сосредоточилась на работе в театре. В настоящее время актриса замужем за телевизионным режиссёром Риком Блю. Краус — буддистка и с 2005 года организует ежегодные буддийские образовательные программы в городе Рокпорт, штат Массачусетс.

## Избранная фильмография
| Год       |   | Русское название                 | Оригинальное название    | Роль           |
| --------- | - | -------------------------------- | ------------------------ | -------------- |
| 1999—2000 | с | Баффи — истребительница вампиров | Buffy the Vampire Slayer | Мэгги Уолш     |
| 2007      | ф | Кто вы, мистер Брукс?            | Mr. Brooks               | капитан Листер |